# Türkische Zentralbank
Die türkische Zentralbank (Türkisch Türkiye Cumhuriyet Merkez Bankası; Deutsch Zentralbank der Republik Türkei) ist die Zentralbank der Türkei. Sie gibt die Währung des Landes, die türkische Lira, aus und überwacht die türkischen Banken (Bankenaufsicht).

## Geschichte

### Osmanische Epoche
Im Osmanischen Reich wurden Geldtransaktionen aller Art in Gold und Devisen in unterschiedlicher Zusammenstellung dem Schatzamt, der Münzprägeanstalt, Juwelieren, Leihhäusern und Stiftungen überlassen.
Im Jahr 1847 erlaubte der Staat die Gründung der Bank of Dersaadet als Bank, die erstmals in der Lage war, Zahlungen aus dem Ausland zu empfangen.
Im Jahre 1856 wurde die Ottomanische Bank mit englischen und französischen Kapitaleignern gegründet. 1863 übernahm sie teilweise die Funktionen einer Zentralbank, wurde verstaatlicht und in Imperial Ottoman Bank umbenannt.
Diese Bank gab die ersten türkischen Banknoten aus und erhielt auch das Recht, die ersten Staatsanleihen zu emittieren. Mit diesen Befugnissen ausgestattet agierte die Bank als Staatsbank und verfügte damit auch über ein Monopol in den Zahlungsabwicklungen.
Von den 135.000 Aktien der Osmanlı Bankası wurden 80.000 von Briten gehalten, 50.000 von Franzosen und 5.000 waren in türkischer Hand.

### Republikanische Periode
Nach der Gründung der Republik wurde das Privileg der Osmanlı Bankası zunächst bis 1935 verlängert, obwohl seit 1926 die Gründung einer eigenen Zentralbank im Gange war. Das Zentralbankgesetz Nr. 1715 wurde am 11. Juni 1930 verabschiedet. Die Zentralbank wurde am 3. Oktober 1931 unter dem Namen Türkiye Cumhuriyet Merkez Bankası gegründet und begann ihre Geschäftstätigkeit am 1. Januar 1932. Ihr wurde das Notenausgaberecht für 30 Jahre gewährt; dies wurde 1955 bis 1999 verlängert und 1994 ohne Begrenzung vergeben.
Nach dem Zentralbankgesetz soll die Türkische Zentralbank die wirtschaftliche Entwicklung des Landes unterstützen. Dazu erfüllt sie folgende Aufgaben:
- Regulierung der Diskontsätze und des Geldmarktes
- Ausführung von Treasury-Operationen
- Stützung der türkischen Währung gemeinsam mit der Regierung

Mit der Einführung von wirtschaftlichen Entwicklungsplänen in den 1960er Jahren wurden auch Änderungen am Zentralbankgesetz vorgenommen. Nach dem 2. Zentralbankgesetz Nr. 1211 vom 26. Januar 1970 muss die Türkische Zentralbank ihre Geschäftspolitik im Rahmen dieser Wirtschaftspläne durchführen.
In den 1980er Jahren wurde ein Interbanken-Geldmarkt und ein Devisenmarkt eingeführt, und die Bank nahm auch am offenen Markt teil.
Seit der türkischen Währungs- und Schuldenkrise im Jahr 2018 gilt die türkische Zentralbank, wegen ständiger durch Staatspräsident Recep Erdoğan angeordneter Führungswechsel der Zentralbank, als nicht unabhängig.
Per Ende April 2021 wurden Zahlungen mit Kryptowährungen verboten.